# Kartoo
KartOO是一种可视化的元搜索引擎，自2001年开始运营至2010年1月被关闭为止。

## 界面
和通常基于文字的搜索结果不同，KartOO具有通过Adobe Flash构建的图形使用者界面。其色彩布局在某种程度上与苹果公司电脑产品中的Aqua风格具有相似之处。